# Västerbottens västra domsagas valkrets
Västerbottens västra domsagas valkrets var i valen till andra kammaren 1884–1908 en egen valkrets med ett mandat. Valkretsen, som utgjordes av de delar av landskapet Lappland som ingick i Västerbottens län (med undantag för Malå socken, som ingick i Västerbottens norra domsagas valkrets fram till valet 1905 och i valet 1908 tillhörde Norsjö och Malå tingslags valkrets), avskaffades vid införandet av proportionellt valsystem i valet 1911 och delades upp mellan Västerbottens läns södra valkrets och Västerbottens läns norra valkrets. 

## Riksdagsmän
- Anton Hellgrén, lmp  (1885–vårsessionen 1887)
- August Hygrell (höstsessionen 1887–1890)
- Anton Hellgrén, gamla lmp  (1891)
- Lars Dahlstedt, lmp 1895–1901 (1892–1901)
- Fredrik Burman, lmp 1902,  vilde 1903–1905 (1902–1905)
- Alfred Jonsson, lib s  (1906–1908)
- Erik Hellberg, lib s (1909–1911)

## Valresultat

### 1896
| Andrakammarvalet i Sverige 1896: Västerbottens västra domsagas valkrets | Andrakammarvalet i Sverige 1896: Västerbottens västra domsagas valkrets | Andrakammarvalet i Sverige 1896: Västerbottens västra domsagas valkrets | Andrakammarvalet i Sverige 1896: Västerbottens västra domsagas valkrets | Andrakammarvalet i Sverige 1896: Västerbottens västra domsagas valkrets |
| Kandidat                                                                | Kandidat                                                                | Röster                                                                  | Röster                                                                  | Röster                                                                  |
| Kandidat                                                                | Kandidat                                                                | Antal                                                                   | %                                                                       | +− %                                                                    |
| ----------------------------------------------------------------------- | ----------------------------------------------------------------------- | ----------------------------------------------------------------------- | ----------------------------------------------------------------------- | ----------------------------------------------------------------------- |
|                                                                         | Lars Dahlstedt                                                          | 276                                                                     | 81,6                                                                    |                                                                         |
|                                                                         | Närmaste kandidat                                                       | 29                                                                      | 8,6                                                                     |                                                                         |
|                                                                         | Övriga kandidater                                                       | 33                                                                      | 9,8                                                                     |                                                                         |
| Antal giltiga röster                                                    | Antal giltiga röster                                                    | 338                                                                     |                                                                         |                                                                         |
| Kasserade röster                                                        | Kasserade röster                                                        | 3                                                                       |                                                                         |                                                                         |
| Totalt                                                                  | Totalt                                                                  | 341                                                                     |                                                                         |                                                                         |

Valkretsen hade 27 226 invånare den 31 december 1895, varav 1 647 eller 6,0 % var valberättigade. 341 personer deltog i valet, ett valdeltagande på 20,7%.

### 1899
| Andrakammarvalet i Sverige 1899: Västerbottens västra domsagas valkrets | Andrakammarvalet i Sverige 1899: Västerbottens västra domsagas valkrets | Andrakammarvalet i Sverige 1899: Västerbottens västra domsagas valkrets | Andrakammarvalet i Sverige 1899: Västerbottens västra domsagas valkrets | Andrakammarvalet i Sverige 1899: Västerbottens västra domsagas valkrets |
| Kandidat                                                                | Kandidat                                                                | Röster                                                                  | Röster                                                                  | Röster                                                                  |
| Kandidat                                                                | Kandidat                                                                | Antal                                                                   | %                                                                       | +− %                                                                    |
| ----------------------------------------------------------------------- | ----------------------------------------------------------------------- | ----------------------------------------------------------------------- | ----------------------------------------------------------------------- | ----------------------------------------------------------------------- |
|                                                                         | Lars Dahlstedt                                                          | 252                                                                     | 64,6                                                                    | ▼17,0                                                                   |
|                                                                         | F.G. Timelin                                                            | 42                                                                      | 10,8                                                                    |                                                                         |
|                                                                         | Övriga kandidater                                                       | 96                                                                      | 24,6                                                                    |                                                                         |
| Antal giltiga röster                                                    | Antal giltiga röster                                                    | 390                                                                     |                                                                         |                                                                         |
| Kasserade röster                                                        | Kasserade röster                                                        | 2                                                                       |                                                                         |                                                                         |
| Totalt                                                                  | Totalt                                                                  | 392                                                                     |                                                                         |                                                                         |

Valet hölls den 20 augusti 1899. Valkretsen hade 29 329 invånare den 31 december 1898, varav 1 790 eller 6,1 % var valberättigade. 392 personer deltog i valet, ett valdeltagande på 21,9%.

### 1902
| Andrakammarvalet i Sverige 1902: Västerbottens västra domsagas valkrets | Andrakammarvalet i Sverige 1902: Västerbottens västra domsagas valkrets | Andrakammarvalet i Sverige 1902: Västerbottens västra domsagas valkrets | Andrakammarvalet i Sverige 1902: Västerbottens västra domsagas valkrets | Andrakammarvalet i Sverige 1902: Västerbottens västra domsagas valkrets |
| Kandidat                                                                | Kandidat                                                                | Röster                                                                  | Röster                                                                  | Röster                                                                  |
| Kandidat                                                                | Kandidat                                                                | Antal                                                                   | %                                                                       | +− %                                                                    |
| ----------------------------------------------------------------------- | ----------------------------------------------------------------------- | ----------------------------------------------------------------------- | ----------------------------------------------------------------------- | ----------------------------------------------------------------------- |
|                                                                         | Fredrik Burman                                                          | 209                                                                     | 69,2                                                                    |                                                                         |
|                                                                         | E.P. Sundqvist                                                          | 89                                                                      | 29,5                                                                    |                                                                         |
|                                                                         | Övriga kandidater                                                       | 4                                                                       | 1,3                                                                     |                                                                         |
| Antal giltiga röster                                                    | Antal giltiga röster                                                    | 302                                                                     |                                                                         |                                                                         |
| Kasserade röster                                                        | Kasserade röster                                                        | 237                                                                     |                                                                         |                                                                         |
| Totalt                                                                  | Totalt                                                                  | 539                                                                     |                                                                         |                                                                         |

Valet hölls den 27 september 1902. Valkretsen hade 31 123 invånare den 31 december 1901, varav 1 802 eller 5,8 % var valberättigade. 539 personer deltog i valet, ett valdeltagande på 29,9%.

### 1905
| Andrakammarvalet i Sverige 1905: Västerbottens västra domsagas valkrets | Andrakammarvalet i Sverige 1905: Västerbottens västra domsagas valkrets | Andrakammarvalet i Sverige 1905: Västerbottens västra domsagas valkrets | Andrakammarvalet i Sverige 1905: Västerbottens västra domsagas valkrets | Andrakammarvalet i Sverige 1905: Västerbottens västra domsagas valkrets |
| Kandidat                                                                | Kandidat                                                                | Röster                                                                  | Röster                                                                  | Röster                                                                  |
| Kandidat                                                                | Kandidat                                                                | Antal                                                                   | %                                                                       | +− %                                                                    |
| ----------------------------------------------------------------------- | ----------------------------------------------------------------------- | ----------------------------------------------------------------------- | ----------------------------------------------------------------------- | ----------------------------------------------------------------------- |
|                                                                         | Alfred Jonsson                                                          | 546                                                                     | 75,4                                                                    |                                                                         |
|                                                                         | F.G. Timelin                                                            | 168                                                                     | 23,2                                                                    |                                                                         |
|                                                                         | Övriga kandidater                                                       | 10                                                                      | 1,4                                                                     |                                                                         |
| Antal giltiga röster                                                    | Antal giltiga röster                                                    | 724                                                                     |                                                                         |                                                                         |
| Kasserade röster                                                        | Kasserade röster                                                        | 3                                                                       |                                                                         |                                                                         |
| Totalt                                                                  | Totalt                                                                  | 727                                                                     |                                                                         |                                                                         |

Valet hölls den 30 september 1905. Valkretsen hade 33 404 invånare den 31 december 1904, varav 1 830 eller 5,6 % var valberättigade. 727 personer deltog i valet, ett valdeltagande på 39,7%.

### 1908
| Andrakammarvalet i Sverige 1908: Västerbottens västra domsagas valkrets | Andrakammarvalet i Sverige 1908: Västerbottens västra domsagas valkrets | Andrakammarvalet i Sverige 1908: Västerbottens västra domsagas valkrets | Andrakammarvalet i Sverige 1908: Västerbottens västra domsagas valkrets | Andrakammarvalet i Sverige 1908: Västerbottens västra domsagas valkrets |
| Kandidat                                                                | Kandidat                                                                | Röster                                                                  | Röster                                                                  | Röster                                                                  |
| Kandidat                                                                | Kandidat                                                                | Antal                                                                   | %                                                                       | +− %                                                                    |
| ----------------------------------------------------------------------- | ----------------------------------------------------------------------- | ----------------------------------------------------------------------- | ----------------------------------------------------------------------- | ----------------------------------------------------------------------- |
|                                                                         | Erik Hellberg                                                           | 294                                                                     | 68,3                                                                    |                                                                         |
|                                                                         | Johan Fredrik Johansson (höger)                                         | 134                                                                     | 31,2                                                                    |                                                                         |
|                                                                         | Övriga kandidater                                                       | 2                                                                       | 0,5                                                                     |                                                                         |
| Antal giltiga röster                                                    | Antal giltiga röster                                                    | 430                                                                     |                                                                         |                                                                         |
| Kasserade röster                                                        | Kasserade röster                                                        | 300                                                                     |                                                                         |                                                                         |
| Totalt                                                                  | Totalt                                                                  | 730                                                                     |                                                                         |                                                                         |

Valet hölls den 27 september 1908. Valkretsen hade 33 691 invånare den 31 december 1907, varav 1 863 eller 5,5 % var valberättigade. 730 personer deltog i valet, ett valdeltagande på 39,2 %.
Det stora antalet kasserade röster kom från Dorotea landskommun (65 röster), Fredrika landskommun (54 röster), Vilhelmina landskommun (89 röster) och Örträsks landskommun (92 röster). Valprotokollen från dessa fyra kommuner ansågs ofullständiga eller felaktiga.